# Ramy Youssef
Ramy Youssef (en arabe : رامي يوسف ; prononciation arabe égyptienne : [ˈɾɑːmi ˈjuːsɪf]), né le 26 mars 1991, est un acteur, scénariste et réalisateur américain d'origine égyptienne.
Il est connu pour son rôle de Ramy Hassan dans la série comique d'Hulu Ramy pour laquelle il a remporté un Golden Globe du meilleur acteur dans une série télévisée musicale ou comique et un Peabody Award en 2020. Il a également été nommé pour deux Primetime Emmy Awards pour la réalisation exceptionnelle pour une série comique et en tant qu'acteur principal exceptionnel dans une série comique.

## Biographie

### Famille
Ramy Youssef est né le 26 mars 1991 dans le quartier Queens de New York, de parents égyptiens. Il a grandi à Rutherford, New Jersey. Dix ans après avoir émigré d'Égypte, son père est devenu directeur de l'hôtel Plaza à New York. Son grand-père maternel était interprète en français et arabe à l'Organisation des Nations unies. Youssef est un musulman pratiquant.

### Études et formation
Ramy Youssef a fréquenté le lycée Rutherford High School. Il a ensuite étudié les sciences politiques et l'économie à l'Université Rutgers de Newark, mais il est parti avant d'obtenir son diplôme pour s'inscrire au William Esper Studio et se concentrer sur le théâtre.
Ramy Youssef parle anglais et arabe.

### Carrière
Le 19 avril 2019, sa série télévisée Ramy a fait ses débuts sur Hulu, avec 10 épisodes. La série, dans laquelle Youssef joue le personnage titre, raconte l'histoire d'un musulman millénaire, un Américain de première génération né de parents immigrés aux États-Unis. Peu de temps après le début de sa première saison, Hulu l'a renouvelée pour une deuxième saison. Il a reçu un Golden Globe en janvier 2020 pour ce rôle et a également été nommé pour deux Primetime Emmy Awards, à la fois en tant qu'acteur et réalisateur.
En 2023, il a joué dans le film Pauvres Créatures d'Yórgos Lánthimos, et il a également prêté sa voix au personnage Safi dans le film d'animation Wish : Asha et la Bonne Étoile.
Le 30 mars 2024, il a animé Saturday Night Live.

### Vie privée
Ramy Youssef est marié à une artiste plasticienne d'Arabie Saoudite depuis 2022,. Il a rencontré sa femme par l'intermédiaire de May Calamawy, sa co-star dans Ramy. Il reste discret sur sa vie personnelle et a choisi de ne pas divulguer publiquement des informations personnelles concernant sa femme,.

### Prises de position
En octobre 2023, il a signé une lettre ouverte appelant à un cessez-le-feu à Gaza lors de l'invasion israélienne dans la bande de Gaza. Youssef portait également une épinglette « Artistes pour le cessez-le-feu » lors de la cérémonie des Oscars 2024, et a appelé à un cessez-le-feu permanent à Gaza lorsqu'il a animé Saturday Night Live le 30 mars 2024.

## Filmographie

### Longs métrages
- 2018 : Don't Worry, He Won't Get Far on Foot de Gus Van Sant : Drinker
- 2023 : Pauvres Créatures d'Yórgos Lánthimos : Max McCandles
- 2023 : Wish : Asha et la Bonne Étoile de Chris Buck et Fawn Veerasunthorn : Safi (voix)

### Télévision
- 2012–2015 : Papa fait son show (See Dad Run) : Kevin Kostner
- 2017 : Mr. Robot : Samar Swailem
- 2019–présent : Ramy : Ramy
- 2022 : Mo (co-créateur)

#### Émissions spéciales de comédie stand-up
- 2019 : Ramy Youssef: Feelings
- 2024 : Ramy Youssef: More Feelings